# Angola nos Jogos Olímpicos de Verão de 2004
Angola compectiu nos Jogos Olímpicos de Verão de 2004, em Atenas, na Grécia. Foi a sexta participação do país em Jogos Olímpicos.

## Desempenho

### Andebol
Feminino
| Equipe | Fase de grupos                                                                         | Fase de grupos | Quartos-de-final                        | Semifinal              | Final                  | Pos. |
| Equipe | Adversário e resultado                                                                 | Pos.           | Adversário e resultado                  | Adversário e resultado | Adversário e resultado | Pos. |
| --- | -------------------------------------------------------------------------------------- | -------------- | --------------------------------------- | ---------------------- | ---------------------- | ---- |
| Odete Tavares Neyde Barbosa Mária Pedro Ilda Bengue Belina Larica Rosa Amaral Maria Inês Jololo Nair Almeida Lili Webba-Torres Isabel Fernandes Luisa Kiala Dionisia Pio Anica Neto Elzira Tavares Filomena Trindade | ESP Espanha E 24-24 KOR Coreia do Sul D 30-40 FRA França D 21-29 DEN Dinamarca D 22-38 | 5º (gr. A)     | Disputa do 9º lugar: GRE Grécia V 38-23 | Não avançou            | Não avançou            | 9º   |

### Atletismo
Masculinos
| Atleta        | Prova    | Eliminatórias | Eliminatórias | Quartos-de-final | Quartos-de-final | Semifinal | Semifinal | Final   | Final |
| Atleta        | Prova    | Res.          | Pos.          | Res.             | Pos.             | Res.      | Pos.      | Res.    | Pos.  |
| ------------- | -------- | ------------- | ------------- | ---------------- | ---------------- | --------- | --------- | ------- | ----- |
| João N'Tyamba | Maratona |               |               |                  |                  |           |           | 2:23:26 | 53º   |

### Basquetebol
Masculinos
| Equipe | Fase de grupos                                                                                                  | Fase de grupos | Quartos-de-final                                      | Semifinal              | Final                  | Pos. |
| Equipe | Adversário e resultado                                                                                          | Pos.           | Adversário e resultado                                | Adversário e resultado | Adversário e resultado | Pos. |
| --- | --- | -------------- | ----------------------------------------------------- | ---------------------- | ---------------------- | ---- |
| Carlos Almeida Olímpio Cipriano Walter Costa Victor de Carvalho Joaquim Gomes Miguel Lutonda Eduardo Mingas Valter Monteiro Abdel Moussa Victor Muzadi Ângelo Victoriano Edmar Victoriano | LTU Lituânia D 73-78 AUS Austrália D 59-83 PUR Porto Rico D 80-83 GRE Grécia D 56-88 USA Estados Unidos D 53-89 | 6º (gr. B)     | Disputa do 11º lugar: SCG Sérvia e Montenegro D 62-85 | Não avançou            | Não avançou            | 12º  |

### Judo
Femininos
| Atleta          | Evento | Fase de 32                   | Fase de 16                 | Quartos-de-final       | Semifinais             | Final                  | Final       |
| Atleta          | Evento | Adversário e resultado       | Adversário e resultado     | Adversário e resultado | Adversário e resultado | Adversário e resultado | Pos.        |
| --------------- | ------ | ---------------------------- | -------------------------- | ---------------------- | ---------------------- | ---------------------- | ----------- |
| Antonia Moreira | -70 kg | CUB A. Hernandez V 1000-0000 | PRK Kim. R. M. D 0000-1010 | Não avançou            | Não avançou            | Não avançou            | Não avançou |

### Natação
Masculinos
| Atleta      | Prova         | Eliminatórias | Eliminatórias | Semifinal   | Semifinal   | Final       | Final       |
| Atleta      | Prova         | Tempo         | Pos.          | Tempo       | Pos.        | Tempo       | Pos.        |
| ----------- | ------------- | ------------- | ------------- | ----------- | ----------- | ----------- | ----------- |
| João Matias | 100m mariposa | 58.92         | 57º           | Não avançou | Não avançou | Não avançou | Não avançou |